# Boys in the Sand
Boys in the Sand è un film pornografico gay del 1971 diretto da Wakefield Poole, con protagonista Casey Donovan.
Si tratta di uno dei primi film porno a tematica omosessuale ad aver ricevuto ampia distribuzione legalmente; uscì nei cinema a luci rosse statunitensi all'inizio della cosiddetta "Golden Age of Porn". Boys in the Sand fu inoltre il primo film porno gay a includere i crediti di produzione, a raggiungere un grosso successo commerciale, venendo anche recensito su Variety.
Prodotto con un budget di 8.000 dollari, il film è un insieme di tre segmenti vagamente connessi tra di loro, che mostrano le avventure sessuali di Casey Donovan in una spiaggia nudista gay. Pubblicizzato da Poole con una campagna di marketing senza precedenti per una pellicola del genere, Boys in the Sand, che ebbe la sua prima nel 1971 a New York City, riscosse fin da subito il plauso della critica e del pubblico. Il film rese Donovan un star internazionale a livello underground. Un sequel, Boys in the Sand II, venne distribuito nel 1986 senza però raggiungere la qualità e il successo dell'originale.
Il titolo del film è un riferimento ironico e una parodia della pièce teatrale The Boys in the Band (1968) di Mart Crowley, e del suo adattamento cinematografico del 1970, Festa per il compleanno del caro amico Harold.

## Trama
- Bayside: Il barbuto Peter Fisk cammina nella pineta fino a quando raggiunge la spiaggia. Si spoglia nudo e si stende a prendere il sole. Improvvisamente, esce dall'acqua un biondo giovanotto di nome Donovan anche lui completamente nudo, che corre sulla spiaggia in direzione di Fisk. Quest'ultimo pratica sesso orale su Donovan, e poi il biondino si inoltra nel bosco. Fisk afferra la coperta e lo segue, raggiungendo Donovan in una radura. Si baciano e si toccano, quindi quest'ultimo prende un cinturino in pelle con borchie dal polso di Fisk e glielo mette attorno ai genitali, poi i due copulano. La scena termina con il protagonista che si toglie il bracciale dal membro e lo mette sul polso di Donovan. Fisk si tuffa nell'oceano e sparisce.
- Poolside: La scena si apre con Donovan che legge un giornale sul molo. Poi torna in casa, si spoglia vicino alla piscina e ricomincia a leggere. Intrigato da una pubblicità sul retro del giornale, il ragazzo scrive una lettera alla redazione dello stesso. Dopo un certo numero di giorni (contrassegnati dalle svolazzanti pagine di un calendario), egli riceve una risposta sotto forma di un pacchetto. Dentro c'è una tavoletta, che lui getta nella piscina. L'acqua comincia a ribollire e, con gran delizia di Donovan, ne emerge il bruno Danny Di Cioccio. I due si praticano sesso orale a vicenda a bordo piscina, e poi Donovan sodomizza Di Cioccio in una grande varietà di posizioni. La scena si chiude con i due impegnati a nuotare nella piscina e poi mentre camminano insieme lungo la passerella.
- Inside: Donovan si sta facendo la doccia, si asciuga con l'asciugamano e girovagando pigramente nella sua stanza, vede dalla finestra l'operaio afroamericano Tommy Moore che sta riparando una linea telefonica. Donovan osserva dal balcone il muscoloso Moore. Egli si accorge che il giovane lo sta osservando. Il resto della scena è costituito dalle fantasie sessuali di Donovan nei confronti di Moore, che immagina di copulare con lui in tutta la casa, e poi, su un tappeto di musica indiana, si penetra analmente con un grande dildo nero. Il film termina con il vero Moore che entra nella casa e chiude la porta dietro di sé.

## Produzione
Poole fu ispirato a girare il film dopo essere andato con alcuni amici a vedere una pellicola intitolata Highway Hustler. Dopo aver visto il film, disse a un amico: «Questo è il peggiore, il più brutto film che abbia mai visto! Qualcuno dovrebbe essere in grado di fare qualcosa di meglio». Poole si convinse di potere essere lui quel "qualcuno"; e disse: «Volevo fare un film che le coppie gay potessero andare a vedere al cinema, e che facesse pensare loro: "Non mi dispiace essere gay - è bello vedere quelle persone fare quello che stanno facendo"». Coinvolgendo il suo amante dell'epoca, Peter Schneckenburger, e un altro uomo, Poole girò un cortometraggio di dieci minuti intitolato Bayside, che si rivelò essere il primo nucleo di Boys in the Sand.
Il successo di queste prime riprese convinse Poole a girare un film intero. Scritturò quindi Tommy Moore e Casey Donovan. Quando però il partner occasionale di Schneckenburger nel corto Bayside negò i diritti d'immagine per la distribuzione del film, se non gli avessero garantito il 20% dei profitti totali, Poole decise di rigirare la scena con Peter Schneckenburger e Donovan. Il film venne girato nello spazio di tre fine settimana consecutivi nell'agosto 1971 a Cherry Grove, New York, sulla Fire Island.

## Accoglienza
Boys in the Sand ebbe la sua prima nelle sale il 29 dicembre 1971, al cinema 55th Street Playhouse di New York City. Poole promosse il film con una campagna pubblicitaria senza precedenti per un film del genere, acquistando spazi pubblicitari sul New York Times e su Variety.
Il film recuperò la maggior parte del budget di produzione il giorno stesso del suo debutto, incassando quasi 6.000 dollari nella prima ora, e quasi 25.000 dollari durante la prima settimana di programmazione, entrando nella classifica di Variety dei migliori incassi al botteghino della settimana Il film venne recensito favorevolmente da Variety, The Advocate ("Tutti si innamoreranno di questo pompinaro appassionato"), e da altri media, che in precedenza avevano completamente ignorato il genere. Mentre alcuni critici espressero alcune perplessità, altri paragonarono l'opera a pellicole d'avanguardia di registi come Kenneth Anger e Andy Warhol. Entro 6 mesi il film aveva incassato 140.000 dollari nei soli Stati Uniti d'America.
La popolarità del film a livello mainstream contribuì al diffondersi della "Golden Age of Porn", un breve periodo nel quale i film pornografici divennero culturalmente accettabili, discussi dai critici e citati dalle celebrità. Boys in the Sand continuò ad attirare l'attenzione della critica cinematografica e degli storici della pornografia per anni ancora dopo la sua uscita. Al film viene inoltre attribuito l'aver iniziato la moda di dare ai film porno titoli che parodiassero quelli di film convenzionali.
Grazie al successo di Boys in the Sand, Casey Donovan divenne una celebrità a livello underground. Anche se non raggiunse mai la fama di un attore mainstream come avrebbe sperato, egli continuò la propria carriera nel porno diventando una icona gay e recitò anche in teatro, inclusa una tournée nazionale di successo nel dramma-gay Tubstrip. Morì di AIDS nel 1987.

## Distribuzione
- Poolemar (1971) (USA) (cinema)
- TLA Releasing (2002) (USA) (DVD)
- Vinegar Syndrome (2014) (USA) (DVD)

## Lascito
Nel maggio 2014, il regista e scrittore Jim Tushinski diresse il documentario I Always Said Yes: The Many Lives of Wakefield Poole, che include varie interviste a Poole, al produttore di Boys in the Sand Marvin Schulman, e a molti contemporanei del regista. Nel giugno 2014, la Vinegar Syndrome ha restaurato Boys in the Sand dai negativi originali e distribuì la nuova versione in formato DVD con l'aggiunta nei contenuti extra di un commento al film scena per scena da parte del regista Wakefield Poole.